# Wilfried Berk
Wilfried Karl Berk (* 1940 in Ipanema, Rio de Janeiro, Brasilien) ist ein deutsch-brasilianischer Klarinettensolist in den Bereichen Klassik und Choro-Musik aus Brasilien.

## Leben
Berk wurde in Ipanema, einem Stadtteil Rio de Janeiros, in Brasilien als Sohn deutscher Einwanderer geboren und wuchs dort auf. Er ist Absolvent der Musikhochschulen Rio und Berlin. 1967 übersiedelte Berk als Stipendiat des DAAD nach Deutschland (Studium in Berlin) und lebt seit Anfang der 1970er Jahre in Hannover. Er wirkt als Dozent, Komponist, Arrangeur und Herausgeber von Musikalien und als freier Musikredakteur.
Berk ist Preisträger mehrerer Wettbewerbe in Brasilien und Gründungsmitglied des Quinteto Villa-Lobos (Caravana da Cultura und Südamerika-Tournee 1964). 1964–1967 war er als Dozent für Klarinette an der Universidade Federal da Bahia in Salvador, zuvor als Orchestermitglied in Rio tätig. Von Bahia ging es dann nach Berlin, Stuttgart und Marl (Philharmonia Hungarica). Berk nahm an internationalen Meisterkursen bei Jost Michaels, Walter Boeykens und John McCaw teil. Es folgten Solo-Auftritte mit den Sinfonieorchestern Orq. Sinf. Brasileira/Rio, der Universität Bahia, der Sinfônica de Porto Alegre, Bad Reichenhall mit den Dirigenten Eleazar de Carvalho, Alceo Bocchino, Isaac Karabtchewsky, Edoardo de Guarnieri, Vicente Fittipaldi, Victor Tevah, Sergio Magnani, Jayoleno dos Santos und Nelson Nilo Hack.
Mit seiner Frau, der Pianistin Elisabeth Berk-Seiz gründete er u. a. das „Duo Berk-Seiz“ und das „Clarion-Ensemble“ (Bläserquintett mit Klavier) – im Programm das Sextett (Sextuor) von Francis Poulenc, sowie das Bläserquartett (Quatuor) von Heitor Villa-Lobos; beide Werke wurden 1982 in Hannover als deutsche Erstaufführung gebracht. Im Oktober 2002 unternahm das Duo eine Tournee nach Brasilien und nahm eine CD mit dem Quarteto de Brasília mit Werken von Sir Arthur Bliss und Michail Glinka auf.
Das Quintett für Klarinette und Streichquartett von Arthur Bliss hatte Berk 1977 mit dem Pandula-Quartett erstmals in Deutschland (Leinfelden bei Stuttgart) zur Aufführung gebracht.

## Diskografie
- Brazilian Classics – Música Brasileira: Heitor Villa-Lobos und Choro-Highlights mit der Gruppe Canto do Rio
- Clarinet songs mit britisch-amerikanischen Werken für Sopran, Klarinette und Klavier
- Coisas da Vida (Dinge des Lebens), Label Karmim/Belo Horizonte, 2005.